# Souhvězdí Tukana
Tukan je jedno z 88 souhvězdí moderní astronomie, leží na jižní obloze. Zavedli ho nizozemští mořeplavci Pieter Dirkszoon Keyser a Frederick de Houtman. Johann Bayer ho roku 1603 zobrazil ve svém atlase Uranometrie a pomohl tak jeho rozšíření. Souhvězdí představuje ptáka tukana, žijícího v Jižní Americe.

## Hvězdy
| Hvězda | Jméno | Hvězdná velikost |
| ------ | ----- | ---------------- |
| α Tuc  | α Tuc | 2,82m            |
| γ Tuc  | γ Tuc | 3,99m            |

Toto nepříliš jasné souhvězdí disponuje hvězdami o hvězdné velikosti 3 nebo slabší. Nejjasnější hvězda Alfa Tucanae má zdánlivou velikost 2,82. Beta Tucanae je hvězdný systém se šesti hvězdami, zatímco Kappa Tucanae, vzdálená asi 68 světelných let od nás, je čtyřnásobný systém. Zatím bylo zjištěno, že k dnešnímu dni (2015) celkem pět hvězd disponuje svými planetami. Delta Tucanae je dvojhvězda a skládá se z modrobílé primární hvězdy a nažloutlého společníka. Jedná se o hvězdu spektrálního typu B9,5V a zdánlivé velikosti 4,49, společník má velikost 9,3m. Lambda Tucanae je optická dvojhvězda, přičemž první hvězda je sama dvojhvězdou složenou ze žlutobílé hvězdy spektrálního typu F7IV-V a zdánlivou velikostí 6,22 a žluté primární složky spektrálního typu G1V a zdánlivou velikostí 7,28. Systém je vzdálen 186 světelných let. Epsilon Tucanae tradičně označuje tukanu levou nohu. Je to podobr typu B o zdánlivé velikosti 4,49m vzdálený cca 373 světelných let od Země. Je zhruba 4krát hmotnější než naše Slunce.

## Objekty
V souhvězdí se nacházejí dvě kulové hvězdokupy - 47 Tucanae (NGC 104) a NGC 362. Do souhvězdí se promítá Malé Magellanovo mračno - satelitní galaxie Mléčné dráhy. Je vzdálená přibližně 200 000 světelných let a její průměr je méně než 10 % průměru naší Galaxie. (Velké Magellanovo mračno se nachází v souhvězdí Mečouna).

## Poloha
Souhvězdí se nachází pod Fénixem, Indiánem na západě a Oktantem na jihu. Zůstává pod obzorem v šířkách severně od 30. rovnoběžky severní šířky na severní polokouli, je cirkumpolární u šířek na jih od 50. rovnoběžky jižní šířky, a je tak ve střední Evropě po celý rok nepozorovatelné.